# Hypothyris daphnoides
Hypothyris daphnoides är en fjärilsart som beskrevs av Ferreira d'almeida 1945. Hypothyris daphnoides ingår i släktet Hypothyris och familjen praktfjärilar. Inga underarter finns listade i Catalogue of Life.